# Nieciągłość Lehmann
Powierzchnia nieciągłości Lehmann – powierzchnia nieciągłości w jądrze Ziemi (barysferze) oddzielająca jądro wewnętrzne od zewnętrznego na głębokości około 5100 km i grubości ok. 140 km.
Prawdopodobnie oddziela ciekłe jądro zewnętrzne od stałego jądra wewnętrznego.
Nazwa pochodzi od nazwiska odkrywczyni – duńskiej sejsmolog Inge Lehmann.